# Copa Libertadores da América de 2005
A Copa Libertadores da América de 2005 foi a 46.ª edição da Copa Libertadores da América. Equipes das dez associações sul-americanas mais o México participaram do torneio.
O torneio teve início em 1 de fevereiro e encerrou-se em 14 de julho de 2005. Pela primeira vez a final envolveu duas equipes de um mesmo país. O São Paulo conquistou o título pela terceira vez em sua história ao superar o Atlético Paranaense.
Com o título da competição, o São Paulo disputou em dezembro a Copa do Mundo de Clubes da FIFA de 2005 e também a Recopa Sul-Americana de 2006 contra o campeão da Sul-Americana de 2005.

## Equipes classificadas
| País                                 | Equipe                 | Classificação                                                                 |
| ------------------------------------ | ---------------------- | ----------------------------------------------------------------------------- |
| Argentina · (5 vagas)                | Boca Juniors           | Campeão do Torneo Apertura 2003-04                                            |
| Argentina · (5 vagas)                | River Plate            | Campeão do Torneo Clausura 2003-04                                            |
| Argentina · (5 vagas)                | Banfield               | Maior pontuação na temporada 2003-04                                          |
| Argentina · (5 vagas)                | San Lorenzo            | 2ª maior pontuação na temporada 2003-04                                       |
| Argentina · (5 vagas)                | Quilmes                | 3ª maior pontuação na temporada 2003-04                                       |
| Bolívia · (3 vagas)                  | Bolívar                | Campeão do Torneio Apertura 2004                                              |
| Bolívia · (3 vagas)                  | The Strongest          | Campeão do Torneio Clausura 2004                                              |
| Bolívia · (3 vagas)                  | Oriente Petrolero      | Campeão da repescagem entre os vice-campeões dos torneios Apertura e Clausura |
| Brasil · (5 vagas)                   | Santos                 | Campeão do Campeonato Brasileiro Série A 2004                                 |
| Brasil · (5 vagas)                   | Santo André            | Campeão da Copa do Brasil de 2004                                             |
| Brasil · (5 vagas)                   | Atlético Paranaense    | Vice-campeão do Campeonato Brasileiro Série A 2004                            |
| Brasil · (5 vagas)                   | São Paulo              | 3º colocado no Campeonato Brasileiro Série A 2004                             |
| Brasil · (5 vagas)                   | Palmeiras              | 4º colocado no Campeonato Brasileiro Série A 2004                             |
| Chile · (3 vagas)                    | Universidad de Chile   | Campeão do Torneo Apertura 2004                                               |
| Chile · (3 vagas)                    | Cobreloa               | Campeão do Torneo Clausura 2004                                               |
| Chile · (3 vagas)                    | Colo-Colo              | Melhor pontuação na temporada 2003-04                                         |
| Colômbia · (3 vagas + atual campeão) | Once Caldas            | Campeão da Libertadores 2004                                                  |
| Colômbia · (3 vagas + atual campeão) | Independiente Medellín | Campeão do Torneo Apertura 2004                                               |
| Colômbia · (3 vagas + atual campeão) | Junior de Barranquilla | Campeão do Torneo Clausura 2004                                               |
| Colômbia · (3 vagas + atual campeão) | América de Cali        | Maior pontuação na temporada 2004                                             |
| Equador · (3 vagas)                  | Deportivo Cuenca       | Campeão Equatoriano de 2004                                                   |
| Equador · (3 vagas)                  | Olmedo                 | Vice-campeão equatoriano de 2004                                              |
| Equador · (3 vagas)                  | LDU Quito              | 3º colocado no Campeonato Equatoriano de 2004                                 |
| Paraguai · (3 vagas)                 | Cerro Porteño          | Campeão do Torneio Apertura 2004 e do Torneio Clausura 2004                   |
| Paraguai · (3 vagas)                 | Libertad               | Vice-campeão do Torneio Apertura 2004 e do Torneio Clausura 2004              |
| Paraguai · (3 vagas)                 | Tacuary                | Maior pontuação na temporada 2004                                             |
| Peru · (3 vagas)                     | Alianza Lima           | Campeão do Torneio Apertura 2004                                              |
| Peru · (3 vagas)                     | Sporting Cristal       | Campeão do Torneio Clausura 2004                                              |
| Peru · (3 vagas)                     | Cienciano              | Maior pontuação na temporada 2004                                             |
| Uruguai · (3 vagas)                  | Danubio                | Campeão do Torneio Classificatório de 2004                                    |
| Uruguai · (3 vagas)                  | Nacional               | Vice-campeão do Campeonato Uruguaio de 2004                                   |
| Uruguai · (3 vagas)                  | Peñarol                | Campeão da Liguilla Pré-Libertadores de 2004                                  |
| Venezuela · (3 vagas)                | Caracas                | Campeão do Campeonato Venezuelano 2003-04                                     |
| Venezuela · (3 vagas)                | Deportivo Táchira      | Vice-campeão do Campeonato Venezuelano 2003-04                                |
| Venezuela · (3 vagas)                | Mineros de Guayana     | 3º colocado do Campeonato Venezuelano 2003-04                                 |
| México · (3 vagas)                   | Pachuca                | Campeão do Torneio Apertura 2003-04                                           |
| México · (3 vagas)                   | Tigres UANL            | Campeão do Torneio Interliga                                                  |
| México · (3 vagas)                   | Chivas Guadalajara     | Vice-campeão do Torneio Interliga                                             |

## Primeira fase
| Chave | Equipe 1               | Total    | Equipe 2          | Ida | Volta |
| ----- | ---------------------- | -------- | ----------------- | --- | ----- |
| A     | Mineros de Guayana     | 1–5      | América de Cali   | 0–2 | 1–3   |
| B     | Chivas Guadalajara     | 8–2      | Cienciano         | 3–1 | 5–1   |
| C     | Quilmes                | 2–2 (gf) | Colo-Colo         | 0–0 | 2–2   |
| D     | Tacuary                | 2–4      | Palmeiras         | 2–2 | 0–2   |
| E     | Junior de Barranquilla | 5–2      | Oriente Petrolero | 2–1 | 3–1   |
| F     | LDU Quito              | 4–4 (gf) | Peñarol           | 3–0 | 1–4   |

## Fase de grupos
As partidas da fase de grupos foram disputadas entre 15 de fevereiro e 12 de maio. As duas melhores equipes de cada grupo avançaram para a fase final, totalizando 16 classificados.
|  | Equipes classificadas para a fase final |
|  | Equipes eliminadas                      |

### Grupo 1
| Equipe                 | Pts | J | V | E | D | GP | GC | SG |
| ---------------------- | --- | - | - | - | - | -- | -- | -- |
| Independiente Medellín | 10  | 6 | 3 | 1 | 2 | 14 | 8  | +6 |
| Atlético Paranaense    | 10  | 6 | 3 | 1 | 2 | 8  | 11 | -3 |
| América de Cali        | 9   | 6 | 3 | 0 | 3 | 7  | 7  | 0  |
| Libertad               | 6   | 6 | 2 | 0 | 4 | 8  | 11 | -3 |

|                        | AMC | ATP | DIM | LIB |
| ---------------------- | --- | --- | --- | --- |
| América de Cali        | –   | 3–1 | 1–0 | 0–1 |
| Atlético Paranaense    | 2–1 | –   | 0–4 | 1–0 |
| Independiente Medellín | 2–0 | 2–2 | –   | 4–2 |
| Libertad               | 1–2 | 1–2 | 3–2 | –   |

### Grupo 2
| Equipe    | Pts | J | V | E | D | GP | GC | SG |
| --------- | --- | - | - | - | - | -- | -- | -- |
| Santos    | 12  | 6 | 4 | 0 | 2 | 18 | 10 | +8 |
| LDU Quito | 8   | 6 | 2 | 2 | 2 | 7  | 10 | -3 |
| Danubio   | 7   | 6 | 2 | 1 | 3 | 9  | 8  | +1 |
| Bolívar   | 7   | 6 | 2 | 1 | 3 | 8  | 14 | -6 |

|           | BOL | DAN | LDU | SAN |
| --------- | --- | --- | --- | --- |
| Bolívar   | –   | 2–0 | 2–2 | 4–3 |
| Danubio   | 2–0 | –   | 3–0 | 1–2 |
| LDU Quito | 1–0 | 1–1 | –   | 2–1 |
| Santos    | 6–0 | 3–2 | 3–1 | –   |

### Grupo 3
| Equipe               | Pts | J | V | E | D | GP | GC | SG |
| -------------------- | --- | - | - | - | - | -- | -- | -- |
| São Paulo            | 12  | 6 | 3 | 3 | 0 | 16 | 9  | +7 |
| Universidad de Chile | 9   | 6 | 2 | 3 | 1 | 9  | 9  | 0  |
| Quilmes              | 5   | 6 | 1 | 2 | 3 | 8  | 11 | -3 |
| The Strongest        | 5   | 6 | 1 | 2 | 3 | 6  | 10 | -4 |

|                      | QUI | SPA | STR | UCH |
| -------------------- | --- | --- | --- | --- |
| Quilmes              | –   | 2–2 | 1–0 | 1–1 |
| São Paulo            | 3–1 | –   | 3–0 | 4–2 |
| The Strongest        | 2–1 | 3–3 | –   | 0–0 |
| Universidad de Chile | 3–2 | 1–1 | 2–1 | –   |

### Grupo 4
| Equipe            | Pts | J | V | E | D | GP | GC | SG  |
| ----------------- | --- | - | - | - | - | -- | -- | --- |
| Cerro Porteño     | 12  | 6 | 3 | 3 | 0 | 10 | 4  | +6  |
| Palmeiras         | 9   | 6 | 2 | 3 | 1 | 8  | 5  | +3  |
| Santo André       | 8   | 6 | 2 | 2 | 2 | 11 | 6  | +5  |
| Deportivo Táchira | 3   | 6 | 1 | 0 | 5 | 3  | 17 | -14 |

|                   | CPO | TAC | PAL | SAD |
| ----------------- | --- | --- | --- | --- |
| Cerro Porteño     | –   | 3–1 | 1–1 | 1–0 |
| Deportivo Táchira | 0–3 | –   | 1–2 | 1–0 |
| Palmeiras         | 0–0 | 3–0 | –   | 1–1 |
| Santo André       | 2–2 | 6–0 | 2–1 | –   |

### Grupo 5
| Equipe                 | Pts | J | V | E | D | GP | GC | SG |
| ---------------------- | --- | - | - | - | - | -- | -- | -- |
| River Plate            | 16  | 6 | 5 | 1 | 0 | 12 | 5  | +7 |
| Junior de Barranquilla | 9   | 6 | 3 | 0 | 3 | 8  | 9  | -1 |
| Olmedo                 | 7   | 6 | 2 | 1 | 3 | 10 | 11 | -1 |
| Nacional               | 3   | 6 | 1 | 0 | 5 | 7  | 12 | -5 |

|                        | JUN | CNF | OLM | RIV |
| ---------------------- | --- | --- | --- | --- |
| Junior de Barranquilla | –   | 3–2 | 2–0 | 0–2 |
| Nacional               | 0–1 | –   | 1–2 | 1–3 |
| Olmedo                 | 3–1 | 2–3 | –   | 2–3 |
| River Plate            | 2–1 | 1–0 | 1–1 | –   |

### Grupo 6
| Equipe       | Pts | J | V | E | D | GP | GC | SG |
| ------------ | --- | - | - | - | - | -- | -- | -- |
| Tigres UANL  | 12  | 6 | 3 | 3 | 0 | 13 | 5  | +8 |
| Banfield     | 11  | 6 | 3 | 2 | 1 | 10 | 9  | +1 |
| Alianza Lima | 5   | 6 | 1 | 2 | 3 | 4  | 7  | -3 |
| Caracas      | 4   | 6 | 1 | 1 | 4 | 8  | 14 | -6 |

|              | ALI | BAN | CAR | UANL |
| ------------ | --- | --- | --- | ---- |
| Alianza Lima | –   | 0–1 | 2–1 | 0–0  |
| Banfield     | 3–2 | –   | 3–1 | 0–3  |
| Caracas      | 2–0 | 1–1 | –   | 2–5  |
| Tigres UANL  | 0–0 | 2–2 | 3–1 | –    |

### Grupo 7
| Equipe             | Pts | J | V | E | D | GP | GC | SG |
| ------------------ | --- | - | - | - | - | -- | -- | -- |
| Chivas Guadalajara | 11  | 6 | 3 | 2 | 1 | 10 | 7  | +3 |
| Once Caldas        | 9   | 6 | 2 | 3 | 1 | 6  | 4  | +2 |
| Cobreloa           | 8   | 6 | 2 | 2 | 2 | 6  | 7  | -1 |
| San Lorenzo        | 3   | 6 | 0 | 3 | 3 | 1  | 5  | -4 |

|                    | COB | GDL | ONC | SLO |
| ------------------ | --- | --- | --- | --- |
| Cobreloa           | –   | 1–3 | 2–1 | 2–0 |
| Chivas Guadalajara | 3–1 | –   | 0–0 | 2–1 |
| Once Caldas        | 0–0 | 4–2 | –   | 0–0 |
| San Lorenzo        | 0–0 | 0–0 | 0–1 | –   |

### Grupo 8
| Equipe           | Pts | J | V | E | D | GP | GC | SG  |
| ---------------- | --- | - | - | - | - | -- | -- | --- |
| Boca Juniors     | 13  | 6 | 4 | 1 | 1 | 14 | 3  | +11 |
| Pachuca          | 10  | 6 | 3 | 1 | 2 | 8  | 9  | -1  |
| Sporting Cristal | 7   | 6 | 2 | 1 | 3 | 5  | 10 | -5  |
| Deportivo Cuenca | 3   | 6 | 0 | 3 | 3 | 4  | 9  | -5  |

|                  | BOC | CUE | PAC | SCR |
| ---------------- | --- | --- | --- | --- |
| Boca Juniors     | –   | 3–0 | 4–0 | 3–0 |
| Deportivo Cuenca | 0–0 | –   | 1–1 | 2–2 |
| Pachuca          | 3–1 | 2–1 | –   | 2–0 |
| Sporting Cristal | 0–3 | 1–0 | 2–0 | –   |

## Classificação para a fase final
Para a determinação das chaves da fase de oitavas de final em diante, as equipes foram divididas entre os primeiros colocados e os segundos colocados na fase de grupos, definindo os cruzamentos da seguinte forma: 1º vs. 16º, 2º vs. 15º, 3º vs. 14º, 4º vs. 13º, 5º vs. 12º, 6º vs. 11º, 7º vs. 10º e 8º vs. 9º, sendo de 1º a 8º os primeiros de cada grupo e de 9º a 16º os segundos.
Esta classificação também servirá para determinar em todas as fases seguintes qual time terá a vantagem de jogar a partida de volta em casa, sendo sempre o time de melhor colocação a ter este direito.
Tabela de classificação
| Pos. | Primeiros dos grupos   | Pts | J | V | E | D | GP | GC | SG  |
| ---- | ---------------------- | --- | - | - | - | - | -- | -- | --- |
| 1    | River Plate            | 16  | 6 | 5 | 1 | 0 | 12 | 5  | +7  |
| 2    | Boca Juniors           | 13  | 6 | 4 | 1 | 1 | 14 | 3  | +11 |
| 3    | Santos                 | 12  | 6 | 4 | 0 | 2 | 18 | 10 | +8  |
| 4    | Tigres UANL            | 12  | 6 | 3 | 3 | 0 | 13 | 5  | +8  |
| 5    | São Paulo              | 12  | 6 | 3 | 3 | 0 | 16 | 9  | +7  |
| 6    | Cerro Porteño          | 12  | 6 | 3 | 3 | 0 | 10 | 4  | +6  |
| 7    | Chivas Guadalajara     | 11  | 6 | 3 | 2 | 1 | 10 | 7  | +3  |
| 8    | Independiente Medellín | 10  | 6 | 3 | 1 | 2 | 14 | 8  | +6  |

| Pos. | Segundos dos grupos    | Pts | J | V | E | D | GP | GC | SG |
| ---- | ---------------------- | --- | - | - | - | - | -- | -- | -- |
| 9    | Banfield               | 11  | 6 | 3 | 2 | 1 | 10 | 9  | +1 |
| 10   | Pachuca                | 10  | 6 | 3 | 1 | 2 | 8  | 9  | -1 |
| 11   | Atlético Paranaense    | 10  | 6 | 3 | 1 | 2 | 8  | 11 | -3 |
| 12   | Palmeiras              | 9   | 6 | 2 | 3 | 1 | 8  | 5  | +3 |
| 13   | Once Caldas            | 9   | 6 | 2 | 3 | 1 | 6  | 4  | +2 |
| 14   | Universidad de Chile   | 9   | 6 | 2 | 3 | 1 | 9  | 9  | 0  |
| 15   | Junior de Barranquilla | 9   | 6 | 3 | 0 | 3 | 8  | 9  | -1 |
| 16   | LDU Quito              | 8   | 6 | 2 | 2 | 2 | 7  | 10 | -3 |

## Fase final
Em itálico, os times que possuem o mando de campo no primeiro jogo do confronto e em negrito os times classificados.
|  | Oitavas de final           | Oitavas de final           | Oitavas de final           | Oitavas de final           |   |                     | Quartas de final            | Quartas de final            | Quartas de final            | Quartas de final            |  |                     | Semifinais                   | Semifinais                   | Semifinais                   | Semifinais                   |                     |   | Final           | Final           | Final           | Final           |
|  | de 17 de maio a 26 de maio | de 17 de maio a 26 de maio | de 17 de maio a 26 de maio | de 17 de maio a 26 de maio |   |                     | de 1 de junho a 16 de junho | de 1 de junho a 16 de junho | de 1 de junho a 16 de junho | de 1 de junho a 16 de junho |  |                     | de 22 de junho a 30 de junho | de 22 de junho a 30 de junho | de 22 de junho a 30 de junho | de 22 de junho a 30 de junho |                     |   | 6 e 14 de julho | 6 e 14 de julho | 6 e 14 de julho | 6 e 14 de julho |
|  |                            |                            |                            |                            |   |                     |                             |                             |                             |                             |  |                     |                              |                              |                              |                              |                     |   |                 |                 |                 |                 |
|  | Atlético Paranaense (pen)  | 2                          | 1                          | 3 (5)                      |   |                     |                             |                             |                             |                             |  |                     |                              |                              |                              |                              |                     |   |                 |                 |                 |                 |
|  | Cerro Porteño              | 1                          | 2                          | 3 (4)                      |   |                     |                             |                             |                             |                             |  |                     |                              |                              |                              |                              |                     |   |                 |                 |                 |                 |
|  | Cerro Porteño              | 1                          | 2                          | 3 (4)                      |   | Atlético Paranaense | 3                           | 2                           | 5                           |                             |  |                     |                              |                              |                              |                              |                     |   |                 |                 |                 |                 |
|  |                            |                            |                            |                            |   | Atlético Paranaense | 3                           | 2                           | 5                           |                             |  |                     |                              |                              |                              |                              |                     |   |                 |                 |                 |                 |
|  |                            | Santos                     | 2                          | 0                          | 2 |                     |                             |                             |                             |                             |  |                     |                              |                              |                              |                              |                     |   |                 |                 |                 |                 |
|  | Universidad de Chile       | Santos                     | 2                          | 0                          | 2 | 2                   | 0                           | 2                           |                             |                             |  |                     |                              |                              |                              |                              |                     |   |                 |                 |                 |                 |
|  | Universidad de Chile       |                            |                            |                            |   | 2                   | 0                           | 2                           |                             |                             |  |                     |                              |                              |                              |                              |                     |   |                 |                 |                 |                 |
|  | Santos                     | 1                          | 3                          | 4                          |   |                     |                             |                             |                             |                             |  |                     |                              |                              |                              |                              |                     |   |                 |                 |                 |                 |
|  | Santos                     | 1                          | 3                          | 4                          |   |                     |                             |                             |                             |                             |  | Atlético Paranaense | 3                            | 2                            | 5                            |                              |                     |   |                 |                 |                 |                 |
|  |                            |                            |                            |                            |   |                     |                             |                             |                             |                             |  | Atlético Paranaense | 3                            | 2                            | 5                            |                              |                     |   |                 |                 |                 |                 |
|  |                            | Chivas Guadalajara         | 0                          | 2                          | 2 |                     |                             |                             |                             |                             |  |                     |                              |                              |                              |                              |                     |   |                 |                 |                 |                 |
|  | Pachuca                    | Chivas Guadalajara         | 0                          | 2                          | 2 | 1                   | 1                           | 2                           |                             |                             |  |                     |                              |                              |                              |                              |                     |   |                 |                 |                 |                 |
|  | Pachuca                    |                            |                            |                            |   | 1                   | 1                           | 2                           |                             |                             |  |                     |                              |                              |                              |                              |                     |   |                 |                 |                 |                 |
|  | Chivas Guadalajara         | 1                          | 3                          | 4                          |   |                     |                             |                             |                             |                             |  |                     |                              |                              |                              |                              |                     |   |                 |                 |                 |                 |
|  | Chivas Guadalajara         | 1                          | 3                          | 4                          |   | Chivas Guadalajara  | 4                           | 0                           | 4                           |                             |  |                     |                              |                              |                              |                              |                     |   |                 |                 |                 |                 |
|  |                            |                            |                            |                            |   | Chivas Guadalajara  | 4                           | 0                           | 4                           |                             |  |                     |                              |                              |                              |                              |                     |   |                 |                 |                 |                 |
|  |                            | Boca Juniors               | 0                          | 0                          | 0 |                     |                             |                             |                             |                             |  |                     |                              |                              |                              |                              |                     |   |                 |                 |                 |                 |
|  | Junior de Barranquilla     | Boca Juniors               | 0                          | 0                          | 0 | 3                   | 0                           | 3                           |                             |                             |  |                     |                              |                              |                              |                              |                     |   |                 |                 |                 |                 |
|  | Junior de Barranquilla     |                            |                            |                            |   | 3                   | 0                           | 3                           |                             |                             |  |                     |                              |                              |                              |                              |                     |   |                 |                 |                 |                 |
|  | Boca Juniors               | 3                          | 4                          | 7                          |   |                     |                             |                             |                             |                             |  |                     |                              |                              |                              |                              |                     |   |                 |                 |                 |                 |
|  | Boca Juniors               | 3                          | 4                          | 7                          |   |                     |                             |                             |                             |                             |  |                     |                              |                              |                              |                              | Atlético Paranaense | 1 | 0               | 1               |                 |                 |
|  |                            |                            |                            |                            |   |                     |                             |                             |                             |                             |  |                     |                              |                              |                              |                              |                     | 1 | 0               | 1               |                 |                 |
|  |                            | São Paulo                  | 1                          | 4                          | 5 |                     |                             |                             |                             |                             |  |                     |                              |                              |                              |                              |                     |   |                 |                 |                 |                 |
|  | Palmeiras                  | São Paulo                  | 1                          | 4                          | 5 | 0                   | 0                           | 0                           |                             |                             |  |                     |                              |                              |                              |                              |                     |   |                 |                 |                 |                 |
|  | Palmeiras                  |                            |                            |                            |   | 0                   | 0                           | 0                           |                             |                             |  |                     |                              |                              |                              |                              |                     |   |                 |                 |                 |                 |
|  | São Paulo                  | 1                          | 2                          | 3                          |   |                     |                             |                             |                             |                             |  |                     |                              |                              |                              |                              |                     |   |                 |                 |                 |                 |
|  | São Paulo                  | 1                          | 2                          | 3                          |   | São Paulo           | 4                           | 1                           | 5                           |                             |  |                     |                              |                              |                              |                              |                     |   |                 |                 |                 |                 |
|  |                            |                            |                            |                            |   | São Paulo           | 4                           | 1                           | 5                           |                             |  |                     |                              |                              |                              |                              |                     |   |                 |                 |                 |                 |
|  |                            | Tigres UANL                | 0                          | 2                          | 2 |                     |                             |                             |                             |                             |  |                     |                              |                              |                              |                              |                     |   |                 |                 |                 |                 |
|  | Once Caldas                | Tigres UANL                | 0                          | 2                          | 2 | 1                   | 1                           | 2                           |                             |                             |  |                     |                              |                              |                              |                              |                     |   |                 |                 |                 |                 |
|  | Once Caldas                |                            |                            |                            |   | 1                   | 1                           | 2                           |                             |                             |  |                     |                              |                              |                              |                              |                     |   |                 |                 |                 |                 |
|  | Tigres UANL                | 1                          | 2                          | 3                          |   |                     |                             |                             |                             |                             |  |                     |                              |                              |                              |                              |                     |   |                 |                 |                 |                 |
|  | Tigres UANL                | 1                          | 2                          | 3                          |   |                     |                             |                             |                             |                             |  | São Paulo           | 2                            | 3                            | 5                            |                              |                     |   |                 |                 |                 |                 |
|  |                            |                            |                            |                            |   |                     |                             |                             |                             |                             |  | São Paulo           | 2                            | 3                            | 5                            |                              |                     |   |                 |                 |                 |                 |
|  |                            | River Plate                | 0                          | 2                          | 2 |                     |                             |                             |                             |                             |  |                     |                              |                              |                              |                              |                     |   |                 |                 |                 |                 |
|  | Independiente Medellín     | River Plate                | 0                          | 2                          | 2 | 0                   | 0                           | 0                           |                             |                             |  |                     |                              |                              |                              |                              |                     |   |                 |                 |                 |                 |
|  | Independiente Medellín     |                            |                            |                            |   | 0                   | 0                           | 0                           |                             |                             |  |                     |                              |                              |                              |                              |                     |   |                 |                 |                 |                 |
|  | Banfield                   | 3                          | 2                          | 5                          |   |                     |                             |                             |                             |                             |  |                     |                              |                              |                              |                              |                     |   |                 |                 |                 |                 |
|  | Banfield                   | 3                          | 2                          | 5                          |   | Banfield            | 1                           | 2                           | 3                           |                             |  |                     |                              |                              |                              |                              |                     |   |                 |                 |                 |                 |
|  |                            |                            |                            |                            |   | Banfield            | 1                           | 2                           | 3                           |                             |  |                     |                              |                              |                              |                              |                     |   |                 |                 |                 |                 |
|  |                            | River Plate                | 1                          | 3                          | 4 |                     |                             |                             |                             |                             |  |                     |                              |                              |                              |                              |                     |   |                 |                 |                 |                 |
|  | LDU Quito                  | River Plate                | 1                          | 3                          | 4 | 2                   | 2                           | 4                           |                             |                             |  |                     |                              |                              |                              |                              |                     |   |                 |                 |                 |                 |
|  | LDU Quito                  |                            |                            |                            |   | 2                   | 2                           | 4                           |                             |                             |  |                     |                              |                              |                              |                              |                     |   |                 |                 |                 |                 |
|  | River Plate                | 1                          | 4                          | 5                          |   |                     |                             |                             |                             |                             |  |                     |                              |                              |                              |                              |                     |   |                 |                 |                 |                 |

### Finais

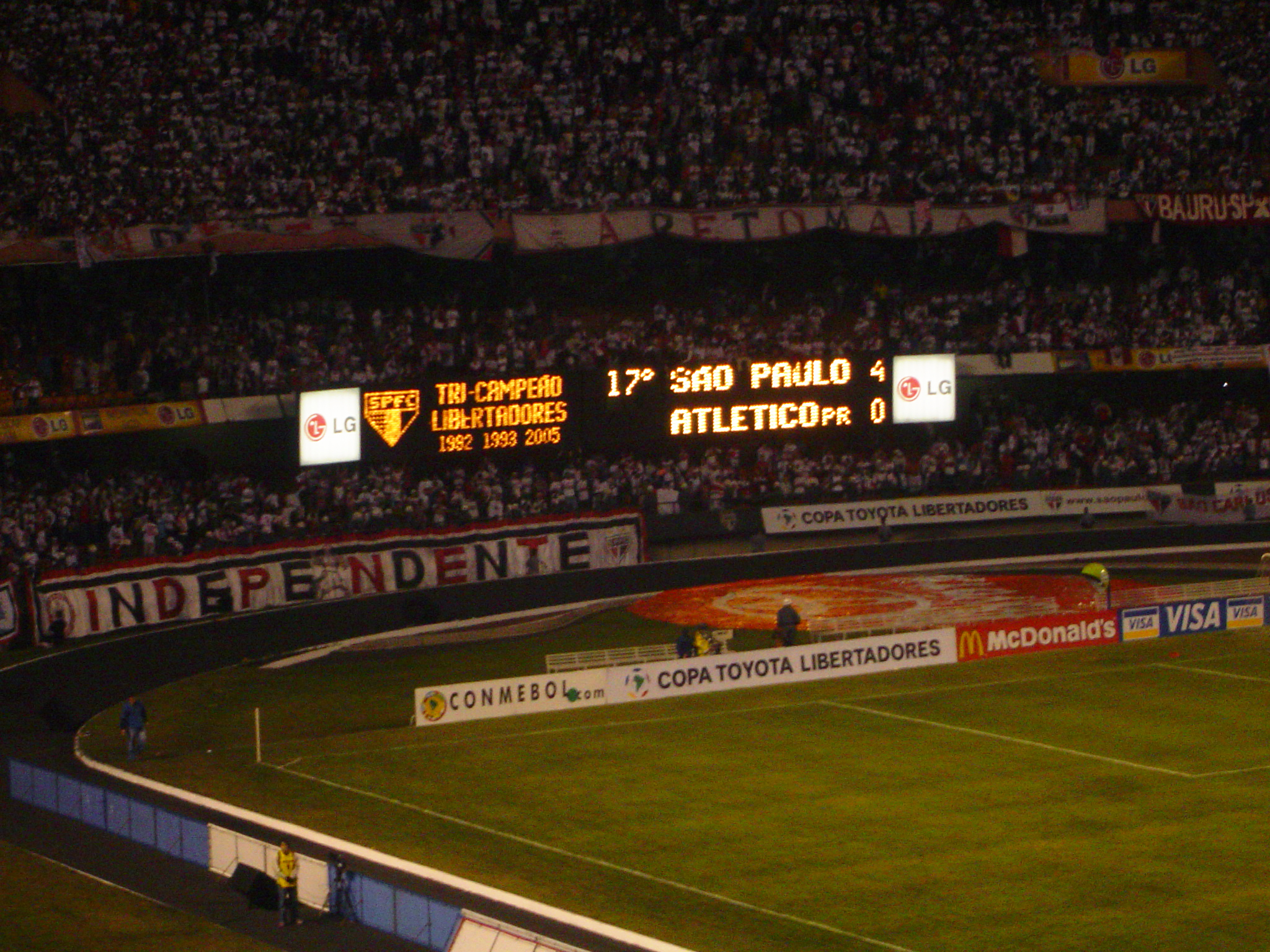
71.986 espectadores acompanharam a partida decisiva no Estádio do Morumbi.

Jogo de ida
| 6 de julho    | Atlético Paranaense | 1 – 1     | São Paulo         | Estádio Beira-Rio, Porto Alegre |
| 21:45 (UTC-3) | Aloísio 14'         | Relatório | Durval 52' (g.c.) | Árbitro: URU Jorge Larrionda    |

| Atlético-PR | São Paulo |

Jogo de volta
| 14 de julho   | São Paulo                                           | 4 – 0     | Atlético Paranaense | Estádio do Morumbi, São Paulo                 |
| 21:45 (UTC-3) | Amoroso 16' · Fabão 52' · Luizão 71' · Tardelli 89' | Relatório |                     | Público: 71 986 Árbitro: ARG Horacio Elizondo |

| São Paulo | Atlético-PR |

## Premiação
| Copa Libertadores da América de 2005 |
| ------------------------------------ |
| SÃO PAULO Campeão (3º título)        |

## Artilheiros
| 9 gols - Santiago Salcedo 6 gols - Robinho - Ricardinho - Lima - Omar Bravo - Martín Palermo - Daniel Bilos - Arzuaga - Ernesto Farías | 5 gols - Rogério Ceni - Luizão - Deivid - Rodrigão - Francisco Palencia - Andrés Guglieminpietro |

## Polêmicas
No dia 13 de abril no Estádio do Morumbi, em São Paulo, ocorreu a partida entre São Paulo, do Brasil, e Quilmes, da Argentina. O jogador Leandro Desábato, do Quilmes, foi preso por fazer ofensas racistas ao jogador Grafite do São Paulo.